# حبیبه سرابی
حبیبه سَرابی سیاستمدار افغانستانی است که از سال ۱۳۸۴ مقام والی ولایت بامیان را بر عهده دارد. سرابی نخستین زنی است که در افغانستان به‌عنوان والی یک ولایت گماشته شده است. او در دولت انتقالی افغانستان (۱۳۸۱ تا ۱۳۸۳) وزیر امور زنان بود. او از هزاره‌های افغانستان است و تحصیلات خود را در رشته خون‌شناسی در هند گذرانده است. سرابی در انتخابات ریاست‌جمهوری ۱۳۹۳ افغانستان به عنوان معاون دوم زلمی رسول در انتخابات شرکت داشت. وی هم‌اکنون عضو هیئت مذاکره‌کنندهٔ جمهوری اسلامی افغانستان در مذاکرات صلح در دوحه است.

## زندگی‌نامه
حبیبه سرابی زادهٔ ۱۹۵۶ میلادی در منطقهٔ سراب، ولسوالی جغتو، ولایت غزنی می‌باشد. سرابی در دولت انتقالی افغانستان وزیر امور زنان بود. در سال ۱۳۸۴، رئیس‌جمهور افغانستان، وی را به‌عنوان والی در ولایت بامیان منصوب کرد. حضور یک زن به‌عنوان والی در مناطق مرکزی همواره با استقبال روبرو بوده است، هر چند در ابتدا عبدالرحیم علی‌یار والی پیشین بامیان در تلاش بود تا همچنان بر این مسند باقی بماند و طرفداران وی چندبار در مرکز بامیان دست به تظاهرات زدند؛ اما در نهایت خانم سرابی توانست به‌عنوان والی در بامیان بر سر کار بیاید.

## جوایز

### جایزه رهبری
بنیاد رامون مگ سیسی در مانیلا، پایتخت فیلیپین جایزه رهبری را در سال ۱۳۹۲ به حبیبه سرابی به خاطر ترویج، تعلیم، آموزش و حمایت از حقوق زنان اهدا کرد.

### جایزه صلح جهانی اداره انکشافی سازمان ملل متحد ۲۰۱۶
حبیبه سرابی جایزه صلح جهانی اداره انکشافی سازمان ملل متحد که سالانه به چهره‌های فعال و تأثیرگذار در تأمین صلح در آسیای جنوبی اهدا می‌شود را کسب کرد. حبیبه سرابی برنده این جایزه در سال ۲۰۱۶ بود که در تاریخ ۹ فوریه ۲۰۱۷ در تایلند به وی اهدا شد.

### جایزه سیمون وی جمهوری فرانسه برای زنان ۲۰۲۰
سفیر فرانسه دیوید در کابل اعلام کرده است که جایزهٔ «سیمون وی جمهوری فرانسه برای زنان» به حبیبه سرابی، عضو هیئت مذاکره‌کنندهٔ جمهوری اسلامی افغانستان اهدا می‌شود. سفیر فرانسه در پیام خود گفته است که خانم سرابی در حال حاضر در خط اول مذاکرات صلح افغانستان در دوحه قرار دارد. به گفتهٔ او، جایزهٔ «سیمون وی جمهوری فرانسه» توسط وزیر خارجهٔ فرانسه به خانم سرابی اهدا خواهد شد.